# 國姓鄉北港溪石橋
24°03′31″N 120°54′23″E / 24.0584740455345°N 120.906460413386°E
國姓鄉北港溪石橋，又稱糯米橋或北港溪橋，是一座以石灰、糯米、紅糖等材料建築、位於臺灣南投縣國姓鄉北港溪上的橋樑，為南投縣縣定古蹟。

## 歷史
該橋原為一簡便的木構造橋樑，橋寬約一丈，位在今橋下游不及十尺之處。日治時期，為縮短東勢與埔里二地軍用機場的運補作業，遂在此興建石橋，工程於昭和15年（1940年）動工，於枯水期間進行，翌年完工，從此成為當地對外交通幹道，也是埔里至臺中新社一帶主要捷徑。不過，隨著民國76年（1987年）臺21線省道的拓寬完成，及下游新橋的築成，石拱橋因而功成身退，不再是交通要徑。該橋係以石灰、糯米、紅糖等傳統方式為結合材料，因此又被稱作糯米橋。1994年8月，內政部公告指定為第三級古蹟。
2004年的七二水災中，北港溪橋的橋面被洪水沖毀，只剩下橋墩和橋拱，但整體結構未被破壞。地方各界對於北港溪橋應該保持沖毀模樣，或復古修建，各有己見，幾經折衝後，才決定朝復舊方向辦理。現在的橋面是2006年所重建。
日前因2009年八八水災，亦即莫拉克風災將橋基砂石沖刷殆盡，與縣政府資金不足，因此一度保持封閉，禁止上橋。目前已經解除封閉，供民眾上橋參觀。

## 建築
南投國姓糯米橋橋寬約5米、高約20米、長53米，橋基由三座橢圓橋柱支撐橋面，橫跨北港溪兩岸石壁，形成四孔之拱橋，古樸典雅，造型極具藝術之美。

## 外部連結
- 國姓鄉北港溪石橋(糯米橋) -  文化部文化資產局（页面存档备份，存于）
- 傳統工法．了得 洪水、地牛拿她沒辦法 勇哉，糯米橋 - 新台灣新聞週刊